# Fairplay (Colorado)
Fairplay település az Amerikai Egyesült Államok Colorado államában, Park megyében, melynek megyeszékhelye is. Lakosainak száma 724 fő (2020. április 1.).

## Népesség
A település népességének változása:

| 2010 | 679 |
| 2020 | 724 |